# ناقل عديم الأعراض

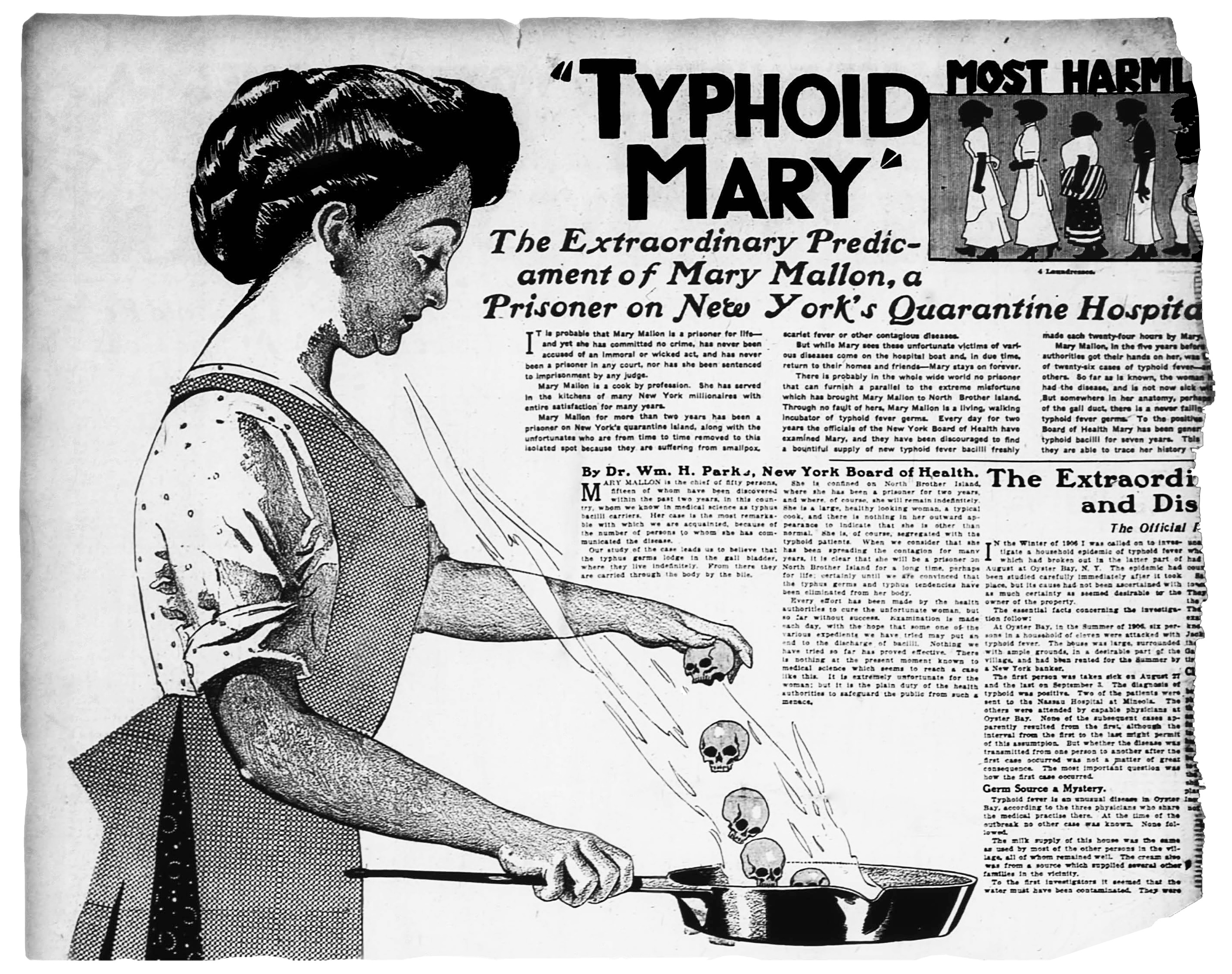
ماري مالون في صحيفةٍ عام 1909

ناقل عديم الأعراض أو حاملى الميكزوب الأصحاء (أو ناقل سليم أو فقط حامل للعدوى/المرض) هو شخص أو كائن حي مصاب بعدوى مسببة للمرض لكن من دون أن تظهر عليه أيّة علامات أو أعراض بخصوص المرض.
على الرغم من عدم تأثر المريض بالعدوى إلا أنه يبقى قادرًا على نقل المرض، ومن الممكن أن تظهر عليه الأعراض ضمن مراحل متأخرة من المرض. يلعب الناقلون اللاعرضيون دورًا مهمًا في نقل بعض الأمراض المعدية الشائعة مثل التيفؤيد وعدوى المطثية العسيرة والإنفلونزا إضافة إلى فيروس نقص المناعة لبشرية.
على الرغم من أن آلية نقل المرض لا تزال مجهولة، إلا أن العلماء أحرزوا تقدمًا حول فهم كيف أن بعض العوامل المسببة لمرض تبقى في حالة سبات لفترات من الزمن دون أن تظهر أعراضها على الجسم الحامل للمرض.
يعتبر فهم الناقل اللاعرضي الذي لا تظهر عليه عوارض المرض أمرًا غاية في الأهمية ضمن فروع الطب والصحة العامة لما له من تأثير على الحد من انتشار عدوى الأمراض الشائعة.

## أنواع النواقل اللاعرضية
يمكن تصنيف النواقل العرضية بحسب حالة المرض الذي يحمله الكائن المصاب [3]. يعرف الفرد القادر على نقل العدوى بشكل مباشر بعد انتقاله إليه ولكن قبل ظهور الأعراض عليه باسم «الناقل الحاضن». بالمقابل، يمكن لبعض البشر نقل المرض إلى غيرهم بعد مرور فترة على إصابهم بالمرض وظنّهم بكونهم قد شفوا تمامًا، ويعرف هؤلاء باسم «الناقلون الناقهين أو الناقل الناقه»، وتنتقل عبر هذه الطريقة العديد من الأمراض مثل التهاب الكبد وشلل الأطفال.
والنوع الأكثر شهرة من النواقل اللاعرضية أو كما يعرفون بـ«الناقلون الأصحاء»، هم الناقلون الذين لا تظهر عليهم أية عوارض أو علامات تخص المرض، ولكنهم لا يزالون قادرين على نقله إلى غيرهم.

## دور النواقل اللاعرضية في انتقال الأمراض
تخلق قلة المعلومات حول فهم طبيعة عمل الناقلين اللاعرضين عائقًا أمام نشر التوعية بخصوصهم ضمن مبادرات الصحة العامة.
نظرًا إلى أن تشخيص المرض ودراسة مراحل تطوره عند المريض يتم عبر ملاحظة وتسجيل العوارض الظاهرة عليه، فإن نقص المعلومات المتواجدة لدى العلماء حول كيفية انتشار حاملي يقع عثرة أمام توعية المبادرات الصحية في نشر التوعية بخصوص انتشار عدوى بعض الأمراض الشائعة والوقاية منها مثل عدوى المطثية العسيرة والإنفلونزا. 
أعرب الباحثون عن رغبتهم في فهم كيفية انتقال الأمراض بشكل أعمق بهدف تحديد ما يجب فعله بخصوص المرضى من قبل جهات الرعاية الصحية. على سبيل المثال، عند تفشي مرض يحمل عوارض صحية ظاهرة، فإن تحديد الأشخاص المصابين به تكون سهلة عن طريق ملاحظة تلك العوارض على الناس ومعرفة الأشخاص المصابين به، ولكن عند تفشي مرض لا تظهر عوارضه على الشخص الحامل له سيدفع الجهات الرسمية إلى استخدام طرق حازمة من أجل السيطرة على تفشي المرض مثل حظر السفر أو وضع الأشخاص المشكوك بأمرهم في الحجر الصحي نظرًا لعدم القدرة على التفريق بين الأشخاص المصابين والأصحاء.

## تفسيرات محتملة
في حين أن تفسير قدرة المرض على التفشي دون ظهور أية عوارض لا يزال غير معروفًا، إلا أن الباحثين يكرسون جهودهم في فهم كيفية نمو وانتشار البكتيريا ضمن جسم الناقل المضيف أملًا بحصولهم على فهم أوسع لكيفية انتقال الأمراض المعدية بدون ظهور العوارض.

### التجربة البيولوجية التي استخدمت فيها بكتيريا السالمونيلا
أظهرت عدة منشورات بحثية كيف يمكن لجراثيم السالمونيلا من دخول الخلايا المناعية في الجسم والتعديل في أنظمتها الاستقلابية بهدف الانتشار على نطاق أوسع. استطاع العلماء باستخدام مجموعة من البكتيريا من عائلة السالمونيلا المعروفة باسم (S. typhimurium) وهي البكتيريا المسؤولة عن الإصابة بحمى التيفؤيد من صنع فأر تجارب يحاكي حالات الإصابة بالسالمونيلا التي تظهر على حاملي مرض التيفؤيد. بعد ملاحظة العلماء سلوك البكتيريا ضمن جسم الفئران لاحظوا أنها تميل للعيش طوال فترة حياتها ضمن البلاعم أو ما تعرف أيضًا باسم الخلايا البالعة الكبيرة. أظهرت ملاحظة سلوك البكتيريا ضمن العقد اللمفية لأمعاء الفئران أنها قادرة على تغيير الاستجابة المناعية للخلايا البالعة. حيث أنه بدلًا من إثارة استجابة مناعية التهابية من الخلايا المناعية المهاجمة، فإن تلك البكتيريا كانت قادرة على تحويلها إلى خلايا بالعة مضادة للالتهاب، مما يخلق لها ظروف بقاء مثالية. يقول الدكتور موناك، وهو العالم الذي قاد التجربة: "الفكرة هي ليست أن الخلايا البلعمية الالتهابية لم تكن محصنة ضد الإصابة بالعدوى، ولكن بعد دخول جرثومة السالمونيلا عليها أصبحت أكثر قدرة على التكاثر ضمن هذا النوع من الخلايا.
لاحظ القائمون على التجربة أيضًا أن وجود المستقبلات التي يسببها انتشار بيروكسيد أو ما تعرف بـ PPARs كان لها ارتباط وثيق بوجود جراثيم السالمونيلا. تعرف تلك المستقبلات بكونها عبارة عن مفاتيج جينية متنقلة بكونها مسؤولة عن عملية استقلاب الدهون اللازمة للحفاظ على الخلاية البلعمية المضادة للالتهابات تلك التي تخفيها بكتيريا السالمونيلا المسببة للتيفؤيد S. typhimurium.

## البيلة الجرثومية اللاعرضية
تعد البيلة الجرثومية عديمة الأعراض حالة تصيب بشكل عام نحو 3-5%من النساء حول العالم، وتثكر فرص الإصابة عند كبار السن والأشخاص المصابين بمرض السكري. كا يزيد احتمال الإصابة بالبيلة الجرثومية عن النساء مع التقدم بالعمر.
تعتبر بكتيريا الإشريكية القولونية النوع الأكثر شيوعًا الذي يظهر ضمن الفحوصات البولية، علمًا بوجود أنواع أخرى مختلفة من الأحياء الدقيقة المعدية بما فيها الأمعائيات (Enterobacteriaceae) والزائفة الزنجارية (Pseudomonas aeruginosa) والمكورات المعوية (Enterococcus) والمكورات العقدية (المكورة العقدية).
أصدرت وكالة الرعاية الصحية والجودة توصيات بخصوص الفحصي الطبي إضافًة إلى معلومات بخصوص آلية عمل البيلة الجرثومية.
لم تظهر نتائح التحليل التلوي نتائج مباشرة حول تفسير عمل الناقل اللاعرضي، ولكنها أعطت الباحثين دليلًا جديدًا يساعد على الكشف عن البيلة الجرثومية اللاعرضية عند النساء الحوامل.

## الأمراض المعدية
ساهمت النواقل اللاعرضية بزيادة مدى تفشي الأمراض المعدية. ينص مبدأ باريتو في علم الوبائيات على أن انتقال 80% من الأمراض بين البشر يتم عن طريق 20% منهم فقط. يعتبر الناقلون مسؤولين عن تفشي العديد من الأمراض المعدية الشائعة مثل الإنلفونزا على سبيل المثال، ولكنهم يساهمون أيضًا في انتشار أمراض أخرى أقل شيوعًا.

### حمى التيفؤيد
تعتبر حمى التيفؤيد عبارة عن وعكة صحية تسببها جراثيم السلمونيلا المعوية (Salmonella enterica). يمكن أن يصاب الشخص بهذا المرض عن طريق استهلاك الأطعمة أو المشروبات التي أعدها شخص مصاب بالمرض، وييمكن للأشخاص الذين قد شفيوا من هذه المرض أن يبقوا حاملين للبكتيريا مما يجعلهم في خانة الناقلين اللاعرضيين.

### ماري تيفوئيد

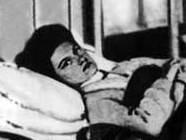
ماري تيفوئيد في مستشفى نيويورك

ماري مالون الشهيرة ب«ماري تيفوئيد»، كانت ناقلة لاعرضية لجراثيم التفؤيد المعوية والتي تعتبر المسبب وراء حمى اللتيفؤيد. كانت ماري تعمل كطباخة لعدد من العائلات والجنود في مدينة نيويورك الأمريكية خلال أواخر القرن الثامن عشر، ووجدت وزارة الصحة الأمريكية أنها سبب العدوى الأول منذ البداية لعدة حالات من الإصابة بحمى التيفؤيد. في ذلك الوقت، لم تكن توجد أي طريقة للتخلص من انتشار المرض الذي كان ينتقل عن طريق بقايا الطعام أو الفضلات.
كان خطر انتشار المرض عبر ماري بسبب كونها تعمل في إعداد الطعام وتحضيره وتوزيعه، مما دفع الجهات الصحية الرسمية بإقالتها من عملها، ولكن ماري لم تُطِع التعليمات وأكملت ممارسة عملها مما أدى إلى قيام اللجان الصحية بعزلها ضمن جزيرة تابعة لولاية مانهاتن، حيث بقيت هناك حتى يوم وفاتها.
على الرغم من أن ماري بدت بكامل صحتها، إلا أنها تسببت بنقل المرض إلى نحو 50 شخص قبل أن يتم عزلها صحيًا. ويقدر العلماء اليوم أن نحو من 1% إلى 6% من الأفراد الحاملين لبكتيريا السالمونيلا المسببة للتيفؤيد هم ناقلون لاعرضيون مثل ماري.

### فيروس العوز المناعي البشري
يمضي فيروس العوز المناعي البشري فترة طويلة من الزمن ضمن جسم الإنسان الحامل للمرض قبل أن يبدي أية أعراض. وعلى الرغم من عدم ظهور أية أعراض على الشخص الحامل للمرض إلا أنه يبقى قادرًا على نقله لأشخاص آخرين. ويمكن أيضًا أن تظهر أعراض المرض بعد انقضاء فترة حضانة الفيروس في الجسم.
سواء كانت الأعراض بادية أم لا، يمكن لناقلات العدوى انتهاز الفرصة عند ضعف الجهاز المناعي والتسبب بمضاعفات صحية للشخص الحامل للفيروس.

### فيروس إبشتاين-بار
يوجد العديد الأشخاص من الحاملين لفيروس إبشتاين-بار (EBV) الذي يعد فردًا من عائلة فيروسات الهربس. أظهرت الدراسات أن نحو 95% من البالغين يحملون في أجسامهم على أجسام مضادة لفيروس إبشتاين-بار، مما يعني إصابتهم بهذا الفيروس خلال مرحلة ما من حياتهم.

### عدوى المطثية العسيرة
أظهرت عدوى المطثية العسيرة قدرتها على الانتشار ضمن ناقلين لاعرضيين، مما يحملها مسؤولية التسبب بالكثير من المشاكل التي تخص الرعاية الصحية المنزلية للمصاب. أظهرت التقارير أن نحو 50% من المرضى المصابين ظهرت لديهم العدوى ضمن البراز على الرغم من انتهاء ظهور الأعراض عندهم، مما دفع العديد من المشافي إلى زيادة فترة مكوث المريض ضمن المشفى بعد العلاج.

### داء المتدثرات أو الكلاميديا
يعد داء المتدثرات واحدًا من الأمراض المتناقلة جنسيًا بين الرجال والنساء على حد سواء والذي يمكن أن يكون لاعرضيًا في الكثير من الأحيان. على الرغم من قدرة المرض على عدم إظهار أية عوارض إلا أنه يبقى قادرًا على إلحاق الضرر بالجهاز التناسلي. يمكن لداء المتدثرات أن يتسبب بالإصابة بمرض التهاب الحوض في حال عد الكشف عنه، ويعد التهاب الحوض مرضًا لاعرضيًا مثل داء المتدثرات.

### شلل الأطفال
يمكن لقسم لعدد بسيط من حاملي مرض شلل الأطفال الاستمرار في إنتاج فيروسات ناشطة لسنوات أو حتى لعقود بعد حصولهم على لقاح شلل الأطفال. من جهة أخرى، يمكن لآخذي لقاح شلل الأطفال إنتاج فيروسات ضعيفة متأثرة باللقاح ومن ثم نقلها لغيرهم عن طريق العدوى وبالتالي نشر اللقاح. بالمقابل، يمكن للبالغين الذين يملكون ضعف في جهازهم المناعي الإصابة بالشلل نتيجة العدوى المنتقلة من أطفال ملقحين حديثًا مما يصعب من مهمة التخلص من مرض شلل الأطفال ضمن المجتمع.

### داء السل
يعتبر داء السل مرضًا معديًا تسببه جرثومة المتفطرة السلية (Mycobacterium tuberculosis) أو MTB. غالبًا ما يؤثر مرض السل على عمل الرئتين، إلا أنه قادرأيضًا على إلحاق الضرر بأعضاء أخرى من الجسم.
يمكن لداء السل العرضي أو اللاعرضي الانتقال بالعدوى من شخص إلى آخر عبر الأبواغ الجرثومية التي تنتشر في الهواء بعد العطاس أو السعال. يصاب بعض الأشخاص بالمرض ولكن دون إظهار أية عوارض وهنا يسمى «عدوى السل الكامن». على الرغم من كون هذه الحالة من المرض غير معدية، إلا أنها تعد خطرة من وجهة نطر أطباء الصحة العامة لكون نحو 10%من المصابين بعدوى السل الكامن تطور لديهم الحالة للإصابة بداء السل المعدي.

### مرض كورونا
في 9 حزيران عام 2020، أعلنتْ منظمة الصحة العالمية أن حامل فايروس كورونا لا ينقل العدوى إلى غيره إن لم تظهر عليه أعراض المرض، وأهمّها الحُمّى، وقالت المتحدثة باسم المنظمة «إنه لا ينصح بفحص الأشخاص غير المصابين أو حجزهم بداعي الحجر».